# مصر للطيران الرحلة 804
مصر للطيران الرحلة 804 هي رحلة بين مطار باريس شارل ديغول في فرنسا ومطار القاهرة في مصر، أعلنت الشركة يوم 19 مايو 2016 عن اختفاء الرحلة من الرادار بعد دخولها المجال الجوي المصري بـ10 أميال وعلى متنها 66 راكبًا. وفي الساعة الخامسة بتوقيت جرينتش تم الإعلان رسمياً عن تحطم الطائرة، وأعلنت وزارة الخارجية المصرية بيان يفيد العثور على مواد طافية يرجح انها لحطام الطائرة وكذلك على بعض سترات النجاة ومواد بلاستيكية قد عثرت عليها السلطات اليونانية بالقرب من جزيرة كارباثوس اليونانية، وسط احتمالات بوجود ناجين 

## الطائرة
الطائرة هي من نوع إيرباص إيه 320-232 تسجيل (SU-GCC) ورقم تسلسلي 2088. رحلتها الأولى كانت في 25 يوليو 2003 وسُلّمت إلى مصر للطيران في 3 نوفمبر 2003.

## تفاصيل

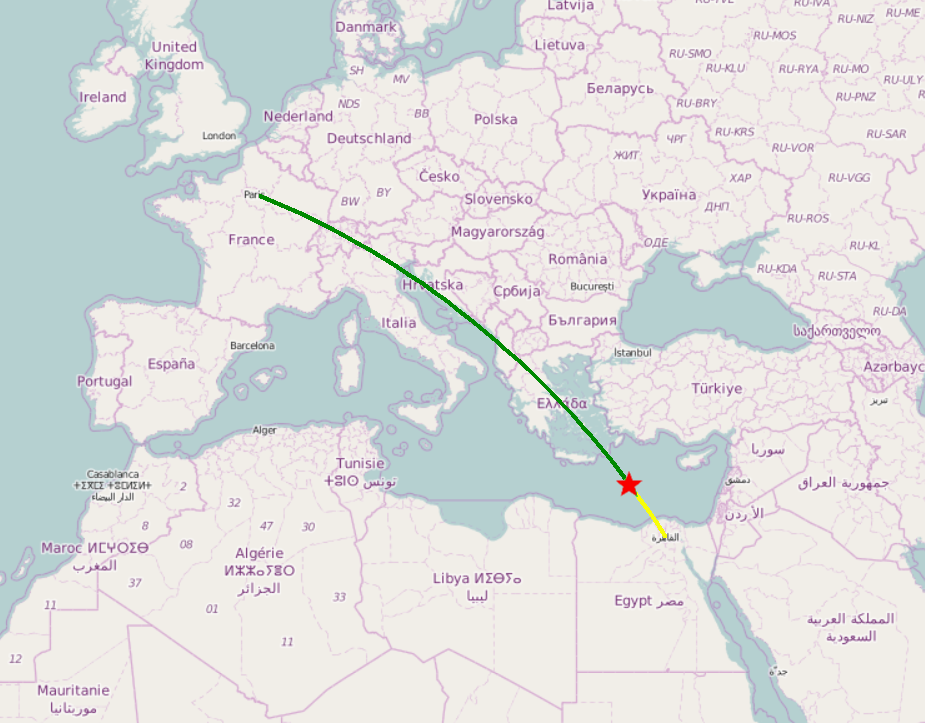
مسار رحلة مصر للطيران رقم 804.

أقلعت الرحلة من مطار باريس شارل ديغول في الساعة 23:09 بتوقيت باريس متجهةً إلى القاهرة وعلى متنها 56 راكب بالإضافة إلى 10 من طاقم الطائرة، وبعد دخولها مجال السيطرة الجوية المصرية بـ10 أميال وعلى ارتفاع 37 ألف قدم اختفت من الرادار الثانوي. وأعلنت شركة مصر للطيران عبر حسابها الرسمي في تويتر في الساعة 3:44 بتوقيت غرينيتش عن اختفاء الطائرة من الرادار منذ الساعة 12:45 بتوقيت غرينيتش.
وعقب ذلك أعلن التلفزيون اليوناني العثور على حطام طائرة مصر للطيران جنوبي جزيرة كارباثوس في جنوب البحر المتوسط وذلك بعد ساعات طويلة من البحث عن الطائرة المفقودة التي اختفت فجر اليوم الخميس وعلى متنها 66 شخصا وهي في رحلة من باريس إلى القاهرة.
وفي الساعة الخامسة بتوقيت جرينتش تم الإعلان رسمياً عن تحطم الطائرة، وصرحت وزارة الخارجية المصرية بيان يفيد العثور على مواد طافية يرجح انها لحطام الطائرة وكذلك على بعض سترات النجاة ومواد بلاستيكية قد عثرت عليها السلطات اليونانية بالقرب من جزيرة كارباثوس اليونانية، وسط احتمالات بوجود ناجين.
وفي ساعات الظهيرة من 20 مايو، أكد بيان عاجل للجيش المِصري أنهُ تمَ العثور على الطائرة المَنكوبة، حيثُ أوضح بيان الجيش المصري أنهُ في إطار الجهود المبذولة من عناصر البحث والإنقاذ للقوات المسلحة بالبحث عن الطائرة المفقودة، تمكنت الطائرات المصرية وَالقِطع البحرية المصرية مِن العثور على بعض المُتعلقات الخاصة بالركاب وكذلك أجزاء من حُطام الطائرة في منطقة شمال الاسكندرية وَعلى مسافة 290 كم وَجاري إستكمال أعمال البحث والتمشيط وانتشال ما يتم العثور عليه.
وانتقد وزير الطيران المصري تغطية بعض الوسائل الإعلامية الغربية قولاً أن «لا نريد أن نستبق الأحداث».

## الركاب وطاقم الطائرة
| الجنسية         | العدد |
| --------------- | ----- |
| الجزائر         | 1     |
| بلجيكا          | 1     |
| كندا            | 1     |
| تشاد            | 1     |
| مصر             | 30    |
| فرنسا           | 15    |
| العراق          | 2     |
| الكويت          | 1     |
| البرتغال        | 1     |
| السعودية        | 1     |
| السودان         | 1     |
| المملكة المتحدة | 1     |
| طاقم الطائرة    | 10    |
| المجموع         | 66    |

بلغ عدد المسافرين 56 شخصاً من اثنتي عشرة جنسية.
كما بلغ عدد أفراد الطاقم 10 أشخاص، من بينهم ثلاثة أفراد حراس أمن لمصر للطيران، وخمس مضيفات، وطيار ومساعده. بحسب شركة مصر للطيران، فإن قائد الطائرة الكابتن «محمد سعيد علي علي شقير»، له 6,275 ساعة خبرة في مجال الطيران، وتشمل 2,101 ساعة على طائرات من نوع A320، في حين أن الطيار المساعد «محمد أحمد ممدوح أحمد عاصم» له 2766 ساعة خبرة في المجال.

## التقرير الفرنسي
بعد 3 سنوات على تحطّم طائرة إيرباص إيه التابعة لمصر للطيران خلال الرحلة، أصدر محققون فرنسيون تقريرهم حول ملابسات الحادث، والذي يحمل المسؤولية بشكل صريح لشركة مصر للطيران، مشيرا إلى أن سبب الكارثة هو الإهمال ونقص الصيانة.
وقد نفت وزارة الطيران المدني المصرية هذه الادعاءات وهاجمت التقرير الفرنسي ووصفته بأنه زائف ولا يستند على معلومات حقيقية، وأكدت أن الشركة تقوم بعمليات صيانة مستمرة لكافة طائراتها.

## تقرير السيجارة
نشر تحقيق فرنسي في عام يقول ان أحد الطيارين اشعل سيجارة مما سبب انفجار في مقصورة القبطان بسبب امتزاج الدخان بقناع الاكسجين الخاص بالطيار المساعد.

## روابط خارجية
- أسماء ركاب الطائرة المنكوبة
- (بالعربية)/(بالإنجليزية)EgyptAir MS 804 Paris Cairo  (Alt link at Emergency Page) – مصر للطيران
- (بالإنجليزية) Egyptair flight MS 804 loss of aircraft - إيرباص
- (بالفرنسية) Accident survenu à un Airbus A320, immatriculé SU-GCC et exploité par Egyptair, au large des côtes égyptiennes, survenu le 19/05/16 - مكتب التحقيق والتحليل لسلامة الطيران المدني
- (بالإنجليزية) "Accident to the Airbus A320, registered SU-GCC and operated by Egyptair, on 05/19/2016 while cruising off the Egyptian coasts [Investigation led by AIB / Egypt]" – مكتب التحقيق والتحليل لسلامة الطيران المدني
- (بالإنجليزية)/(بالعربية) Press releases from the وزارة الطيران المدني